# Chi Bảo
Chi Bảo, tên đầy đủ là Phạm Gia Chi Bảo (sinh ngày 23 tháng 1 năm 1973), là một cựu nam diễn viên người Việt Nam. Anh bắt đầu được chú ý đến sau khi tham gia diễn xuất trong một loạt phim truyền hình dài tập như: Giao thời, Những đứa con thành phố và Đồng tiền xương máu. Với khả năng thể hiện khá tốt những vai diễn cần sự cá tính, chững chạc và mang chiều sâu tâm hồn, Chi Bảo được xem là một trong những gương mặt sáng giá của phim truyền hình Việt Nam.
Ngoài vai trò là một diễn viên, người dẫn chương trình, Chi Bảo còn đang giữ chức vụ Chủ tịch hội đồng quản trị của công ty Thương Hiệu đồng thời là người quản lý website danong.com, một trang web dành riêng cho nam giới do anh tự mình phát triển.

## Tiểu sử và sự nghiệp

### Lĩnh vực nghệ thuật
Chi Bảo sinh ngày 23 tháng 1 năm 1973 tại Bà Rịa – Vũng Tàu. Sau khi học xong lớp 12, với kỳ vọng từ bé là trở thành một kỹ sư tin học, anh chuyển lên sống tại Thành phố Hồ Chí Minh và đăng ký theo học tại phân hiệu Bách Khoa của Đại học Bách Khoa thành phố, sau khi tốt nghiệp tú tài, anh đăng ký dự thi và trúng tuyển vào khoa điện tử của trường Đại học Bách Khoa Thành phố Hồ Chí Minh.
Năm 1994, Chi Bảo ghi danh theo học tại lớp đào tạo diễn viên của Câu lạc bộ điện ảnh Tân Sơn Nhất. Sau khi kết thúc khóa học, anh tình cờ làm quen với Hữu Châu và được nghệ sĩ này mời tham gia một số vở kịch trên truyền hình. Vai diễn đầu tiên của Chi Bảo là vai Lê trong vở Một thời để nhớ và vai anh chàng sinh viên bị bệnh AIDS tên Lực trong vở Cơn sóng dữ.
Chi Bảo để lại ấn tượng với những vai diễn trên sân khấu kịch. Năm 1996, anh được đạo diễn Trần Văn Sáu mời tham gia diễn xuất trong bộ phim Hương đời, đây cũng là phim truyền hình đầu tiên mà anh được thủ vai chính, phim khi trình chiếu đã đoạt huy chương vàng trong Liên hoan phim truyền hình về đề tài phòng chống ma túy. Tiếp sau thành công của Hương đời, Chi Bảo liên tiếp tham gia trong một số phim khác như Người đẹp Tây Đô và Giao thời.
Năm 1997, Chi Bảo vào vai Toàn trong bộ phim truyền hình nhiều tập Đồng tiền xương máu, vai diễn của anh có tính cách khá phức tạp, nhân vật Toàn là một trí thức trẻ mới ra trường, hoài bão và có khát vọng làm giàu nhưng liên tiếp vấp phải những sai lầm trong kinh doanh, bị dằn vặt bởi những mâu thuẫn trong gia đình. Khi bộ phim được trình chiếu trên truyền hình, Chi Bảo đã gây được ấn tượng mạnh với khán giả, đây cũng là vai diễn thành công nhất của anh kể từ khi tham gia vào lĩnh vực phim ảnh.
Tham gia vai chính trong một số bộ phim khá thành công sau đó như: Những đứa con thành phố, Người đàn bà yếu đuối và Bến sông trăng. Chi Bảo dần trở thành một gương mặt quen thuộc trên màn ảnh nhỏ, đồng thời được nhiều ý kiến phê bình đánh giá là một trong những diễn viên tài năng của phim truyền hình Việt Nam. Không chỉ thành công với những vai chính diện, Chi Bảo còn để lại ấn tượng khi đóng vai phản diện trong một số phim như Hai Thọ trong Những năm tháng dấu yêu và Scandal: Hào quang trở lại.
Năm 2001, anh tham gia bộ phim truyện nhựa Vũ khúc con cò do hai đạo diễn Jonathan Foo (Singapore) và Nguyễn Phan Quang Bình thực hiện. Diễn viên chính của bộ phim này bao gồm: Chi Bảo (vai Lâm), Quang Hải, Hải Yến, Tạ Ngọc Bảo và Ngọc Hiệp. Nội dung phim xoay quanh số phận của 5 người lính trẻ trong cuộc chiến tranh Việt Nam năm 1968, đồng thời thể hiện cái nhìn mới về cuộc chiến này. Phim được gửi đi tham dự Liên hoan phim Milano (Italia) và đoạt giải "Phim truyện nhựa hay nhất".  Cùng năm, anh tham gia bộ phim Bến sông trăng, vai diễn Phẩm trong phim giúp anh nhận giải Mai vàng cho hạng mục Nam diễn viên điện ảnh – truyền hình.
Năm 2004, Chi Bảo đảm nhận vai Lục Vân Tiên trong bộ phim cổ trang cùng tên do 3 đạo diễn Đỗ Phú Hải, Nguyễn Phương Điền và Lê Bảo Trung thực hiện. Để chuẩn bị cho vai diễn này, anh đã phải học võ và tập cưỡi ngựa trong vòng 3 tháng. Sau Lục Vân Tiên, Chi Bảo không tham gia phim truyền hình trong một thời gian. Anh chia sẻ: "Tôi vẫn nhận được 5–6 lời mời đóng phim mỗi năm, làm mếch lòng khối đạo diễn vì từ chối. Tôi không nhận bởi đọc kịch bản không thấy có hứng thú, không có vai diễn nào thực sự mới, toàn chỉ là đóng lại những dạng vai mình đã đóng đến nhàm chán... Nếu tôi có tham gia phim thì chỉ mất công, không tạo được ấn tượng mới mẻ gì cho người xem, có khi còn làm họ ngán ngẫm thêm". Năm 2004–2007, Chi Bảo đóng trong một số phim điện ảnh như: Đẻ mướn, Khi đàn ông có bầu và Võ lâm truyền kỳ.
Năm 2005, Chi Bảo nhận lời làm người dẫn chương trình cho gameshow Kim Tự Tháp, phát sóng trên HTV7, sau đó chuyển sang phát sóng trên HTV9. Nhờ sở hữu ngoại hình ưa nhìn cộng với khả năng ứng xử linh hoạt của anh mà gameshow này đã nhận được những phản ứng tích cực của khán giả. Sau Kim Tự Tháp, Chi Bảo còn nhận làm MC cho một số chương trình khác, đáng kể nhất là gameshow Việt Nam quê hương tôi do Đài Phát thanh và Truyền hình Bình Dương thực hiện.
Tháng 2 năm 2008, Chi Bảo đánh dấu việc quay lại với phim truyền hình khi đảm nhận vai chính tổng giám đốc An Đông cùng nữ diễn viên Ngọc Hiệp trong bộ phim dài 169 tập Cô gái xấu xí, đây là một bộ phim dựa theo kịch bản của series phim Betty la Fea do điện ảnh Colombia thực hiện và đã từng thành công ở nhiều nước trên thế giới. Bộ phim được Đài Truyền hình Việt Nam mua bản quyền và trình chiếu trên nhiều kênh của đài.
Sau 25 năm hoạt động nghệ thuật, vào cuối tháng 5 năm 2021, anh tuyên bố giã từ sự nghiệp diễn viên của mình, để lại nhiều tiếc nuối cho khán giả hâm mộ anh.

### Lĩnh vực kinh doanh
Ngoài công việc đóng phim, năm 1996, Chi Bảo từng công tác tại một tạp chí thuộc Bộ Công nghiệp Việt Nam, đồng thời tham gia xuất bản 2 quyển sách: "Từ điển chân dung giám đốc doanh nghiệp Việt Nam" và "Nhịp cầu doanh nghiệp Việt – Mỹ". Chi Bảo từng có thời gian làm việc tại một số công ty với nhiều cương vị khác nhau. Năm 2003, anh thành lập một công ty riêng lấy tên là "Thương Hiệu", hoạt động chủ yếu trong lĩnh vực PR và kinh doanh thương mại điện tử, anh đang giữ chức danh Chủ tịch Hội đồng quản trị của công ty này.
Chi Bảo từng phát triển một website chuyên về thương mại điện tử vào năm 2002 nhưng đã dừng hoạt động. Năm 2004, anh cho ra đời một trang web khác với tên miền Danong.com, trang này chuyên về những tư vấn cho nam giới đồng thời có thêm các tiểu mục khác như: giải trí, sức khỏe, kết bạn, tư vấn thời trang, radio, video... Tháng 12 năm 2008, Chi Bảo tiến hành khai trương một chuỗi những cửa hàng chuyên kinh doanh các loại phụ kiện thời trang mang thương hiệu ZAA.
Vào tháng 7/2025, Chi Bảo mở bảo tàng gốm thời dựng nước do anh đảm nhận vai trò giám đốc tại phường An Khánh.

## Đời tư
Cuối năm 1996, sau khi kết thúc khóa học đào tạo diễn viên của Câu lạc bộ điện ảnh Tân Sơn Nhất, Chi Bảo đã làm lễ cưới với một nữ tiếp viên hàng không tên Thái Giang, sau khi sống chung được vài tháng, hai người đã có đơn xin ly thân vào năm 1997.
Hơn 4 năm sau, nam diễn viên tái hôn với người vợ thứ hai, có tên Hồng Loan vào năm 2001 và có một con trai tên Phạm Gia Cát. Hai người đã ly hôn vào năm 2016.
Năm 2021, sau 5 năm ly hôn với người vợ thứ hai, anh tái hôn với người vợ thứ ba kém 16 tuổi, có tên Lý Thùy Chang. Lý Thùy Chang được biết đến là nữ doanh nhân 8X thành công ở TP.HCM, cô sinh ra trong gia đình có truyền thống kinh doanh tại Hà Nội. Hiện cô đang là chủ chuỗi thẩm mỹ Lavender. Hiện cả hai có hai người con chung.

## Danh sách phim & chương trình truyền hình

### Phim truyền hình
| Năm       | Tên phim                   | Vai diễn                           | Đạo diễn                                         | Kênh | Chú thích |
| --------- | -------------------------- | ---------------------------------- | ------------------------------------------------ | ---- | --------- |
| 1996      | Hương đời                  |                                    |                                                  |      |           |
| 1996      | Người đẹp Tây Đô           |                                    | Lê Cung Bắc                                      | HTV7 |           |
| 1998      | Những đứa con thành phố    | Hoàng Đức Nguyên                   | Đỗ Phú Hải                                       | HTV9 |           |
| 1998      | Đồng tiền xương máu        | Toàn                               | Đinh Đức Liêm                                    | HTV9 |           |
| 1999      | Trường Sơn ngày ấy         | Cường                              | Nguyễn Bá Lân                                    | HTV9 |           |
| 1999      | Ba lẻ một                  | Tâm                                | Khải Hưng                                        | VTV1 |           |
| 2000      | Giao thời                  | Người đàn ông theo đuổi Kiều Khanh | Phan Hoàng                                       | HTV7 |           |
| 2000      | Những năm tháng dấu yêu    |                                    |                                                  |      |           |
| 2001      | Bến sông trăng             | Phẩm                               | Đỗ Phú Hải                                       | HTV9 |           |
| 2002      | Dòng sông vẫn trôi         | Bảy Thuận                          |                                                  | HTV9 |           |
| 2002      | Người đàn bà yếu đuối      | Bá                                 | Đinh Đức Liêm                                    | HTV7 |           |
| 2004      | Lục Vân Tiên               | Lục Vân Tiên                       | Đỗ Phú Hải, Lê Bảo Trung, Nguyễn Phương Điền     | HTV7 |           |
| 2004      | Lẵng hoa tình yêu          | Bình                               | Vinh Hương                                       | HTV9 |           |
| 2008-2009 | Cô gái xấu xí              | Phạm Gia An Đông                   | Nguyễn Minh Chung                                | VTV3 |           |
| 2009      | Dòng sông huynh đệ         | Phạm Chí Quý                       |                                                  |      |           |
| 2009      | Đại gia đình               | Thế Nguyên                         | Trần Quang Đại                                   |      |           |
| 2010      | Anh em nhà bác sĩ          | Minh Tâm                           | Nguyễn Minh Cao                                  |      |           |
| 2013      | Nghiệt oan                 | Thịnh                              | Hoàng Tuấn Cường                                 | HTV7 |           |
| 2013      | Váy hồng tầng 24           | Thanh Phương                       | Nguyễn Minh Chung                                | VTV3 |           |
| 2013      | Cái giá của danh vọng      | Phan Lê Vũ                         | Vũ Huân                                          | VTV9 | [ 20 ]    |
| 2016      | Những ngọn nến trong đêm 2 | Mạnh Hào                           | Nguyễn Khải Anh                                  | VTV3 | [ 21 ]    |
| 2016      | Nhân tình lạc lối          | Vỹ                                 | Lê Bảo Trung                                     | VTV9 | [ 22 ]    |
| 2016      | Thủy cơ                    | Tám Beo                            | Đỗ Phú Hải                                       | HTV9 |           |
| 2016      | Giá của nụ cười            | Minh Lâm                           | Đinh Đức Liêm                                    | HTV9 |           |
| 2017      | Thảm đỏ                    | John Lee                           | Thanh Hòa, Kim Hyo-Yung                          | VTV6 | [ 23 ]    |
| 2018      | Tình khúc bạch dương       | Hùng (trung niên)                  | Vũ Trường Khoa, Nguyễn Mai Hiền, Nguyễn Đức Hiếu | VTV1 | [ 24 ]    |

### Phim điện ảnh
| Năm  | Tên phim                   | Vai diễn       | Đạo diễn    |
| ---- | -------------------------- | -------------- | ----------- |
| 1997 | Mình yêu gốc bương         | Cường          |             |
| 1998 | Vĩ đại nghề chức           | Được Vũ        |             |
| 2000 | Mặt trận không tiếng súng  |                |             |
| 2002 | Vũ khúc con cò             | Lâm            |             |
| 2005 | Lấy vợ Sài Gòn             | Tuấn           | Trương Dũng |
| 2005 | Đẻ mướn                    | Bảo            |             |
| 2005 | Khi đàn ông có bầu         | Xích lô        |             |
| 2006 | Đồng xứng huyền            | Phúc Long      |             |
| 2007 | Võ lâm truyền kỳ           | Minh           |             |
| 2009 | Hương bếp                  | Đầu bếp Đậu    |             |
| 2011 | Khi người ta               | Thầy giáo Minh |             |
| 2013 | Đẹp hồn sân giao thời      | Khuê Thắm      |             |
| 2014 | Scandal: Hào quang trở lại | Quân           |             |
| 2014 | Hương ga                   | Anh lớn        |             |

#### Chương trình truyền hình
| Năm         | Chương trình                              | Kênh        | Vai trò | Chú thích | Nguồn  |
| ----------- | ----------------------------------------- | ----------- | ------- | --------- | ------ |
| 2005        | Việt Nam quê hương tôi                    | BTV2        | MC      |           | [ 1 ]  |
| 2005 - 2008 | Kim tự tháp                               | HTV7 - HTV9 | MC      |           | [ 1 ]  |
| 2007        | Thử thách                                 | HTV7        | MC      |           |        |
| 2008 - 2009 | Let's cà phê                              | VTC9        | MC      |           |        |
| 2011        | Hiểu về trái tim                          | VTV3        | MC      |           | [ 25 ] |
| 2011–2012   | Vietnam's Got Talent                      | VTV3        | MC      |           | [ 26 ] |
| 2013        | Iron Chef Vietnam - Siêu đầu bếp Việt Nam | VTV3        | MC      |           | [ 27 ] |

## Giải thưởng
| Năm  | Giải thưởng                        | Hạng mục                             | Đề cử    | Kết quả   | Chú thích |
| ---- | ---------------------------------- | ------------------------------------ | -------- | --------- | --------- |
| 2001 | Giải Mai Vàng                      | Nam diễn viên điện ảnh – truyền hình | Bản thân | Đoạt giải | [ 7 ]     |
| 2016 | Hội Điện ảnh Thành phố Hồ Chí Minh | Nam diễn viên chính xuất sắc         | Bản thân | Đoạt giải | [ 28 ]    |

### Vinh danh
- Nhận giải thưởng tình nguyện quốc gia do Trung ương Đoàn TNCS Hồ Chí Minh cùng Tình nguyện Liên hợp quốc trao tặng năm 2015.[29]